# Saint-Sulpice-des-Landes (Ille-et-Vilaine)
Saint-Sulpice-des-Landes település Franciaországban, Ille-et-Vilaine megyében. Lakosainak száma 827 fő (2022. január 1.). Saint-Sulpice-des-Landes Bain-de-Bretagne, La Dominelais, Ercé-en-Lamée, Ruffigné és Sion-les-Mines községekkel határos.

## Népesség
A település népessége az elmúlt években az alábbi módon változott:
| Lakosok száma | 643  | 603  | 599  | 715  | 788  | 792  | 809  | 827  | 842  | 827  |
|               | 1968 | 1982 | 1990 | 2006 | 2013 | 2015 | 2017 | 2019 | 2020 | 2022 |